# El regreso de la leyenda
El Regreso de la Leyenda es el tercer álbum en vivo (y decimocuarto lanzamiento) del grupo argentino Vox Dei, lanzado en 1996. Al igual que La Biblia en Vivo 1986, este show que marcó el tercer regreso de Ricardo Soulé a la banda tras su alejamiento en 1989.
El álbum fue grabado en el Teatro Ópera de Buenos Aires, los días 31 de mayo y 1 de junio de 1996, en el marco de una serie de shows que el grupo ofreció junto a Ricardo Soulé, quien retornaba a la banda para la ocasión. Además, cuenta con la participación de Simón Quiroga en bajo, y "Pollo" Raffo en teclados como músicos invitados.

## Canciones
1. "La taberna del tejo" (Ricardo Soulé)
2. "A nadie le interesa si quedás atrás"
3. "Gata de noche" (Ricardo Soulé)
4. "Es una nube, no hay duda"
5. "Prométeme que nunca me dirás adiós" (Ricardo Soulé)
6. "Ritmo y blues con armónica" (Ricardo Soulé)
7. "No dejaré que viva en mí"
8. "Tan sólo un hombre"
9. "Azúcar amargo"
10. "Llegaremos al nido" (Ricardo Soulé)
11. "Amantes" (Ricardo Soulé)
12. "Torcazas y pinos"
13. "El momento en que estás (Presente)" (Ricardo Soulé)
14. "Loco hacela callar"[*]
15. "Sin separarnos más"[*] (Ricardo Soulé)

- [*]Tracks multimedia

### Bonus tracks de la reedición de Fonocal
1. "Detrás del vidrio I & II" (Ricardo Soulé)
2. "Jeremías pies de plomo / Dr. Jekill"
3. "Canción para una mujer que no está" (Ricardo Soulé)

## Personal
Vox Dei
- Willy Quiroga - Bajo, voz, piano eléctrico en "No dejaré que viva en mí" y "Torcazas y pinos".
- Ricardo Soulé - Guitarras, violín, armónica y voz.
- Rubén Basoalto - Batería.

Invitados
- Simón Quiroga - Bajo en "No dejaré que viva en mí" y "Torcazas y pinos".
- Juan "Pollo" Raffo - Teclados, coros en "Azúcar amargo".